# Стравинский, Фёдор Игнатьевич
Фёдор Игна́тьевич Страви́нский (8 [20] июня 1843, имение Новый Двор, Речицкий уезд, Минская губерния — 21 ноября [4 декабря] 1902, Санкт-Петербург) — русский оперный певец (бас), артист Мариинского театра; отец композитора Игоря Стравинского.

## Биография

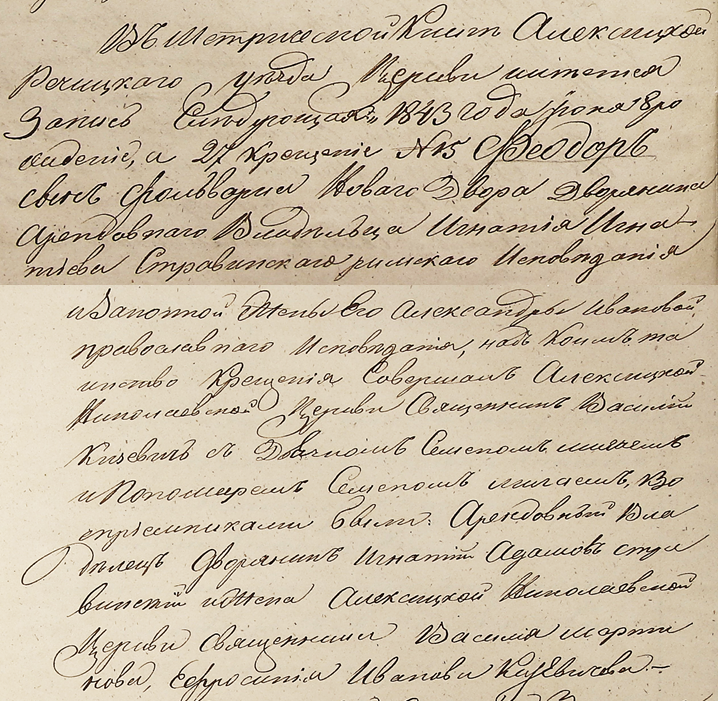
Выписка из метрической книги Алексичской церкви о рождении и крещении Фёдора Стравинского.

Фёдор Игнатьевич Стравинский родился 8 (20) июня 1843 года в имении Новый Двор в Речицком уезде Минской губернии в семье небогатого дворянина агронома Игнатия Игнатьевича Стравинского (ум. 29 мая 1893 года) и Александры Ивановны, в девичестве Скороходовой. Происходил из польского (по др. версии белорусского) шляхетского рода Стравинских герба Сулима.
В 1862 году поступил в Нежинский юридический лицей, в 1865 году стал студентом юридического факультета Новороссийского университета, в 1866 году перевёлся в Киевский университет. Ещё во время обучения он выступал как певец в публичных концертах. В 1868 году вернулся в Нежинский лицей, который окончил в 1869 году и по совету К. Вильбоа и В. Кологривова поступил в Петербургскую консерваторию, где учился у лучших мастеров европейской вокальной школы: Луизы Эрит-Виардо, Пьетро Репетто, Ниссен-Саломан, с 1871 — Камилло Эверарди.
Окончив консерваторию в 1873 году, Стравинский дебютировал в Киеве на сцене оперного театра. В 1876 году он вернулся в Санкт-Петербург, где стал солистом Мариинского театра, в котором проработал до конца своей жизни.
Стравинский выступал и в качестве камерного певца. Так проявлялось его стремление к театрализации образа, воплощаемого в строгих рамках требований эстрады. В концертном репертуаре преобладали произведения русских композиторов, позволяющие создавать портретные сценки. Иногда ему аккомпанировал М. П. Мусоргский.

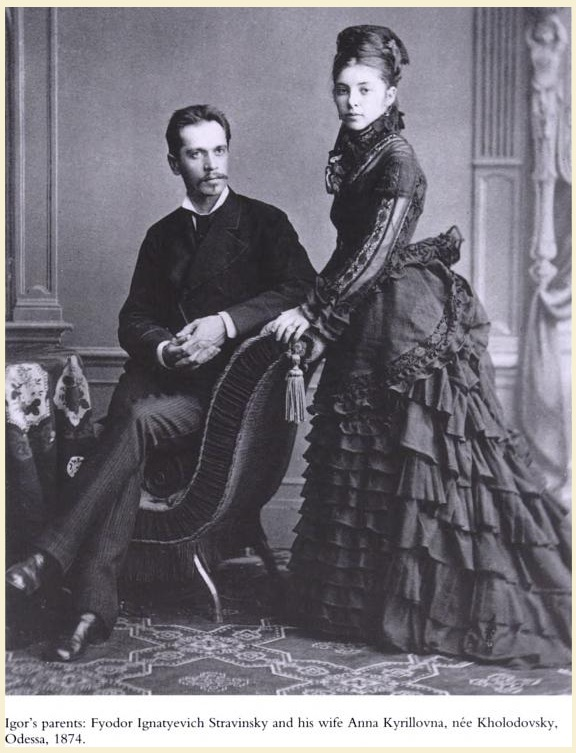
Фёдор Стравинский с женой Анной;
Одесса, 1874

Женился на пианистке и певице Анне Кирилловне Холодовской (11.08.1854 — 7.06.1939), которая была его постоянным концертмейстером. В 1874 году родился старший сын Роман (1874—1897). В 1878 году родился сын Юрий, будущий архитектор. 17 июня 1882 года в Ораниенбауме у них родился сын — Игорь, в будущем знаменитый композитор. Через два года родился младший сын — Гурий (1884—1917), в будущем артист Мариинского театра, бас-баритон, погибший на Первой Мировой войне.
С 1881 по 1902 годы Стравинские жили в Санкт-Петербурге по адресу: Крюков канал, д. 6, кв. 66. В доме Стравинских в Петербурге принимали музыкантов, артистов, писателей, в числе которых был и Фёдор Достоевский. Сам Фёдор Стравинский позировал в качестве модели для образа одного из казаков к картине Ильи Репина «Запорожцы пишут письмо турецкому султану».
В 1901 году торжественно праздновался 25-летний юбилей творческой деятельности Стравинского, на котором ему было пожаловано звание заслуженного артиста. Через год, 21 ноября (4 декабря) 1902 года, Стравинский умер в Петербурге в возрасте 59 лет. Был похоронен на кладбище Воскресенского Новодевичьего монастыря, где в 1908 году был установлен надгробный памятник работы Владимира Беклемишева и Леонида Позена; в 1936 году годах прах и надгробие были перенесены в Александро-Невскую лавру на Тихвинское кладбище — Некрополь мастеров искусств.
В 1915 году в Мариинском театре был установлен бюст певца.
Жена Фёдора Игнатьевича Стравинского в 1922 году выехала за границу, жила в доме сына в Париже. Умерла в 1939 году, похоронена на кладбище Сент-Женевьев-де-Буа. Сын, Игорь Фёдорович Стравинский посвятил ей песню «Незабудочка-цветочек» из «Двух стихотворений К. Бальмонта для голоса и фортепиано».

## Творческая деятельность
Продолжил традиции О. А. Петрова.

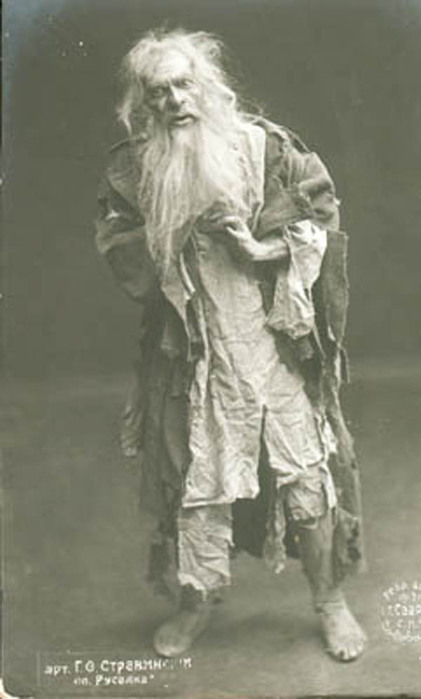
В роли Мельника в опере А. Даргомыжского «Русалка»

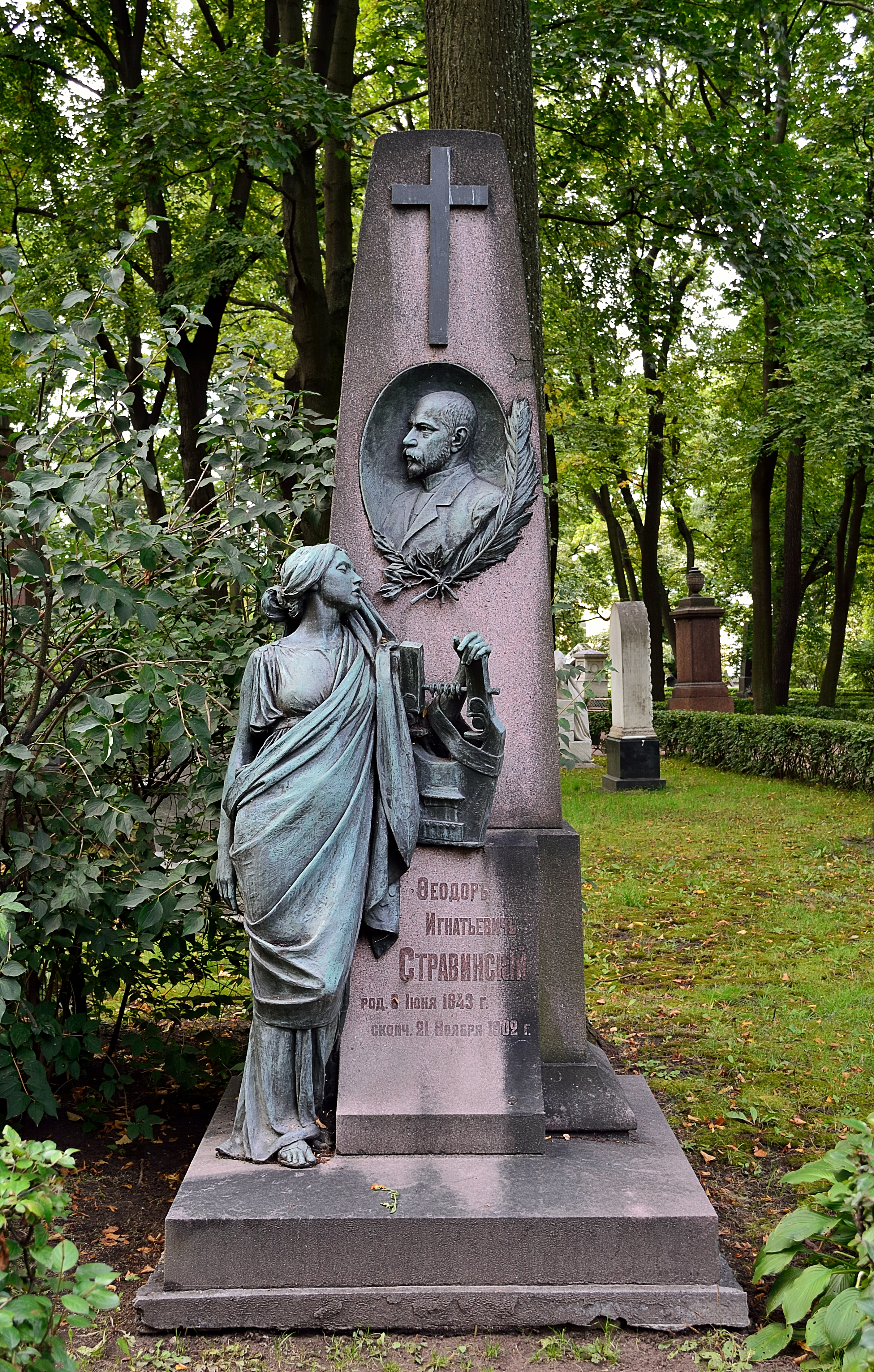
Могила Ф. И. Стравинского на Тихвинском кладбище в Александро-Невской лавре (Санкт-Петербург)

Существует мнение, что голос Стравинского, хотя и имел большой диапазон (свыше двух октав), но «не обладал природной красотой тембра; мягкую певучесть, выравненность регистров, разнообразие вокально-декламационных красок певец приобрёл благодаря вдумчивому, упорному труду».

## Оперные партии
Из 59 опер, вошедших в репертуар Ф. И. Стравинского, 31 принадлежит перу русских авторов. Федор Игнатьевич — мастерски исполнял характерные эпизодические роли, способствовал развитию отечественного оперного искусства, один из наиболее выдающихся предшественников Шаляпина.
Яркие, типические, разнохарактерные сценические образы создал Стравинский в операх русских композиторов:
- Ерёмка («Вражья сила» — Серов)
- Варлаам («Борис Годунов» — Мусоргский)
- Мельник («Русалка» — Даргомыжский)[16][17]
- Фарлаф («Руслан и Людмила» — Глинка)
- Скула («Князь Игорь» — Бородин)
- Иоанн Грозный («Купец Калашников» — Рубинштейн)
- Орлик («Мазепа» — Чайковский)
- Мамыров («Чародейка» — Чайковский)

## Рекомендуемая литература
- Фёдор Стравинский. Статьи, письма, воспоминания. — Ленинград, 1972.